# 金天泽 (歌手)
金天泽（1991年11月28日—），本名汪洋，曾用艺名星元，男，湖北黄冈人，中国大陆流行美声歌手。高中毕业于黄冈中学，现为中国音乐学院研究生。2018年10月，以男高音演唱成员身份参加湖南卫视美声偶像男团竞演养成类真人秀节目《声入人心》第一季。2019年4月2日，发表原创单曲《邂逅回忆》。10月12日，通过个人微博宣布更改艺名，并在当天举办首场个人演唱会。